# Jacaleapa
Jacaleapa is een gemeente (gemeentecode 0706) in het departement El Paraíso in Honduras.

## Bevolking
De bevolking is als volgt verdeeld:
| Vrouwen | 2159 | 52,3% |
| Mannen  | 1967 | 47,7% |

## Dorpen
De gemeente bestaat uit drie dorpen (aldea), waarvan het grootste qua inwoneraantal: Jacaleapa (code 070601).